# Stanko Mrduljaš
Stanko Mrduljaš (Spalato, 25 agosto 1935) è un ex calciatore jugoslavo, di ruolo portiere.

## Carriera
Cresciuto nell'Hajduk Spalato, fa il suo debutto in prima squadra il 14 agosto 1955 in occasione dei sedicesimi di finale di Coppa di Jugoslavia vinti contro la Lokomotiva Zagabria (6-3).